# Tulou
Pour les articles homonymes, voir Tulou.
Un tulou (chinois simplifié : 土楼 ; chinois traditionnel : 土樓 ; pinyin : tǔlóu ; litt. « bâtiment de terre ») est une forme traditionnelle de résidence communautaire des populations hakka que l'on trouve dans la province du Fujian, dans le Sud de la Chine. Les tulou ont été construits entre le XVe et le XXe siècle par les Hakkas, dans des vallons plantés de théiers. Construit sur la base d'une enceinte défensive en terre crue de forme circulaire ou rectangulaire, il peut accueillir plusieurs centaines de personnes. Une ou deux portes permet d'entrer dans le bâtiment, les portes des appartements étant au centre du bâtiment. Des coursives permettent d'y accéder dans les étages supérieurs.
Parmi les milliers de tulou, le tulou du Fujian désigne une catégorie particulière de grands bâtiments, dont 46 ont été inscrits par l'UNESCO sur la liste du patrimoine mondial en 2008.

## Quelques photos

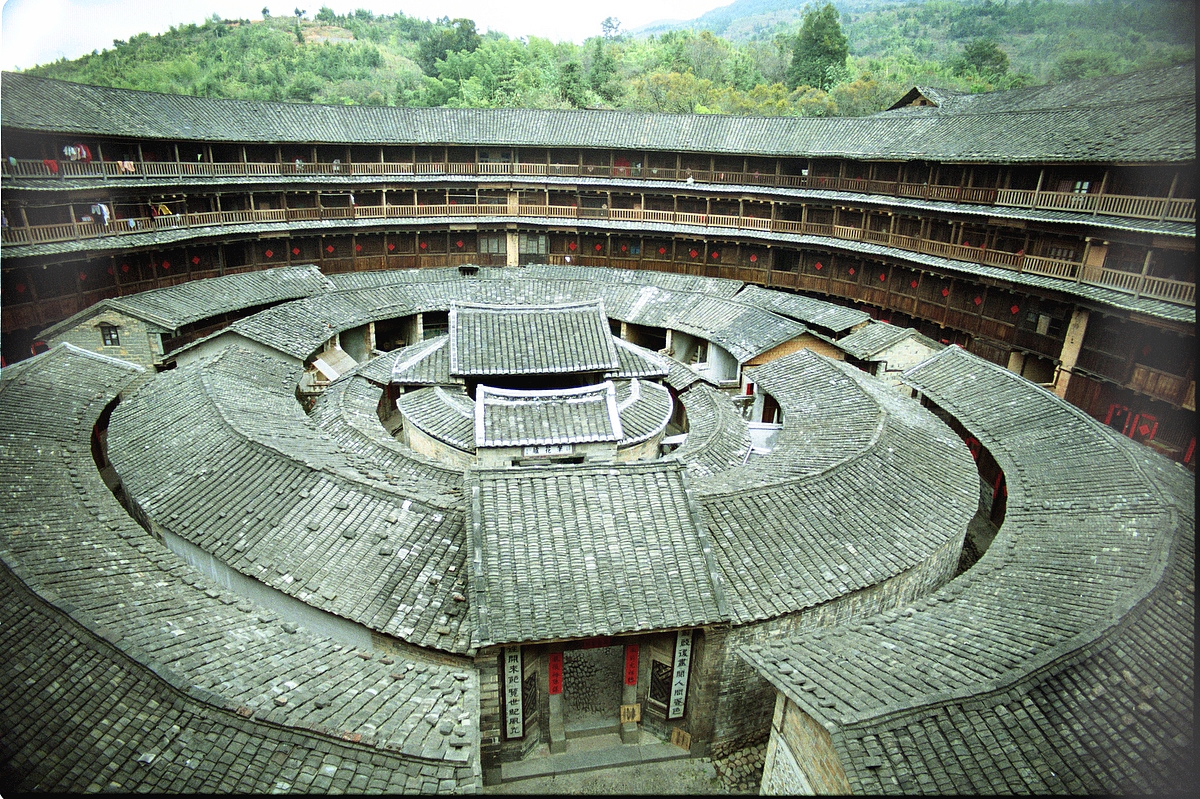
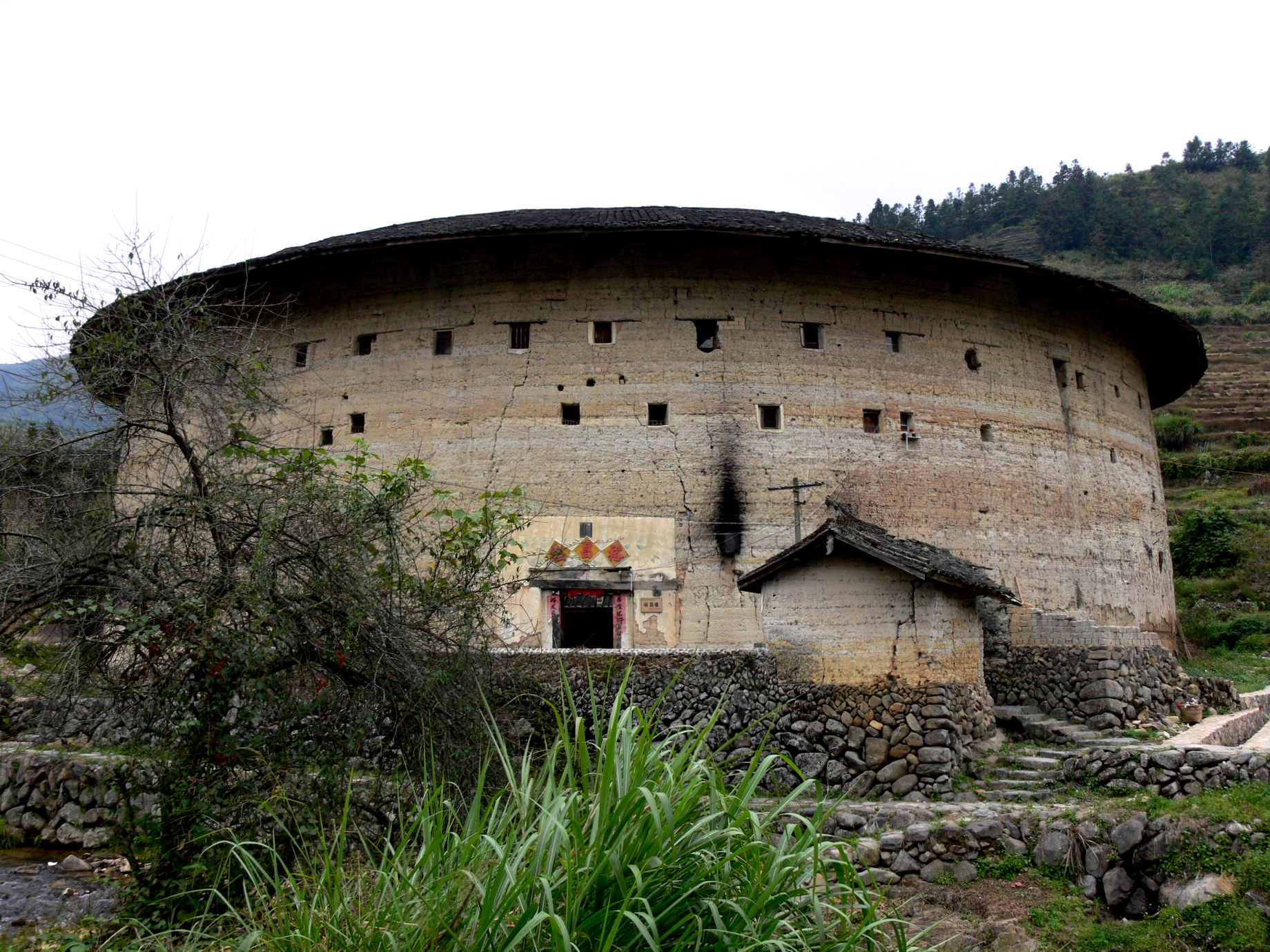
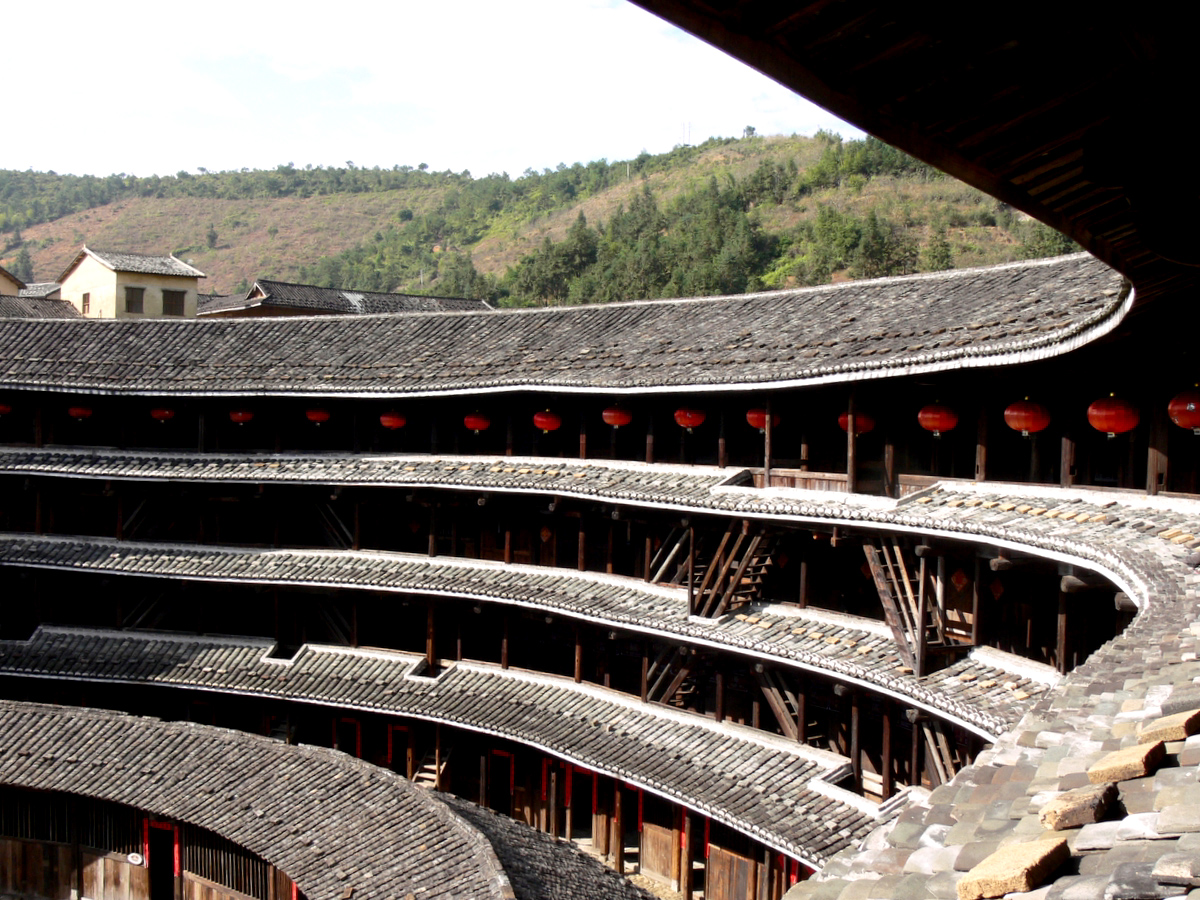
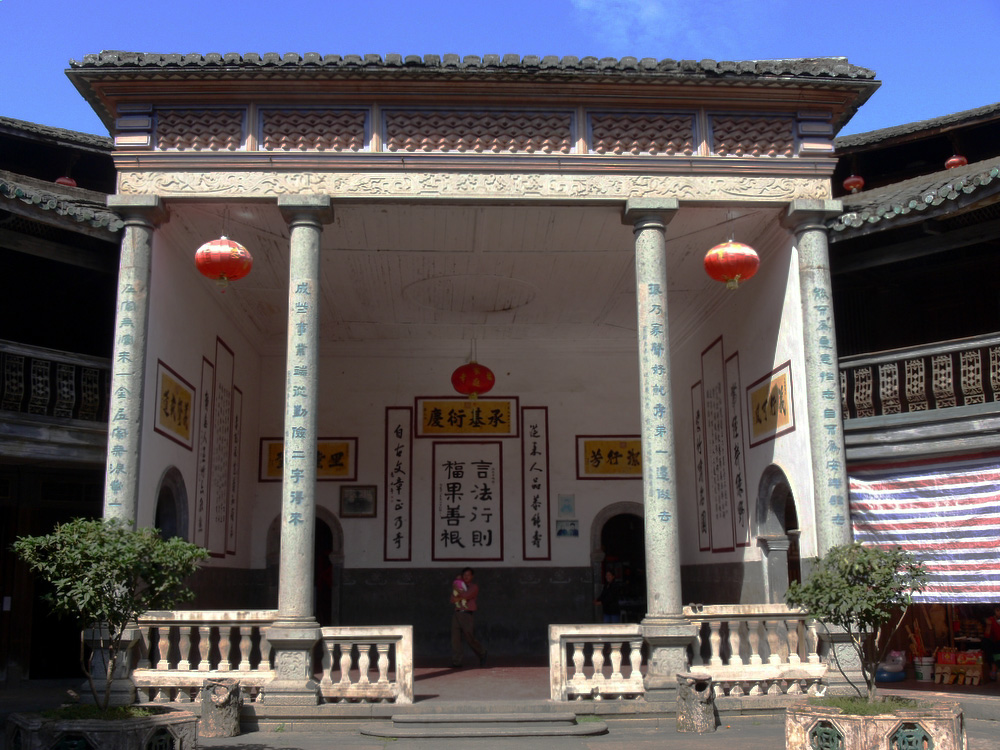
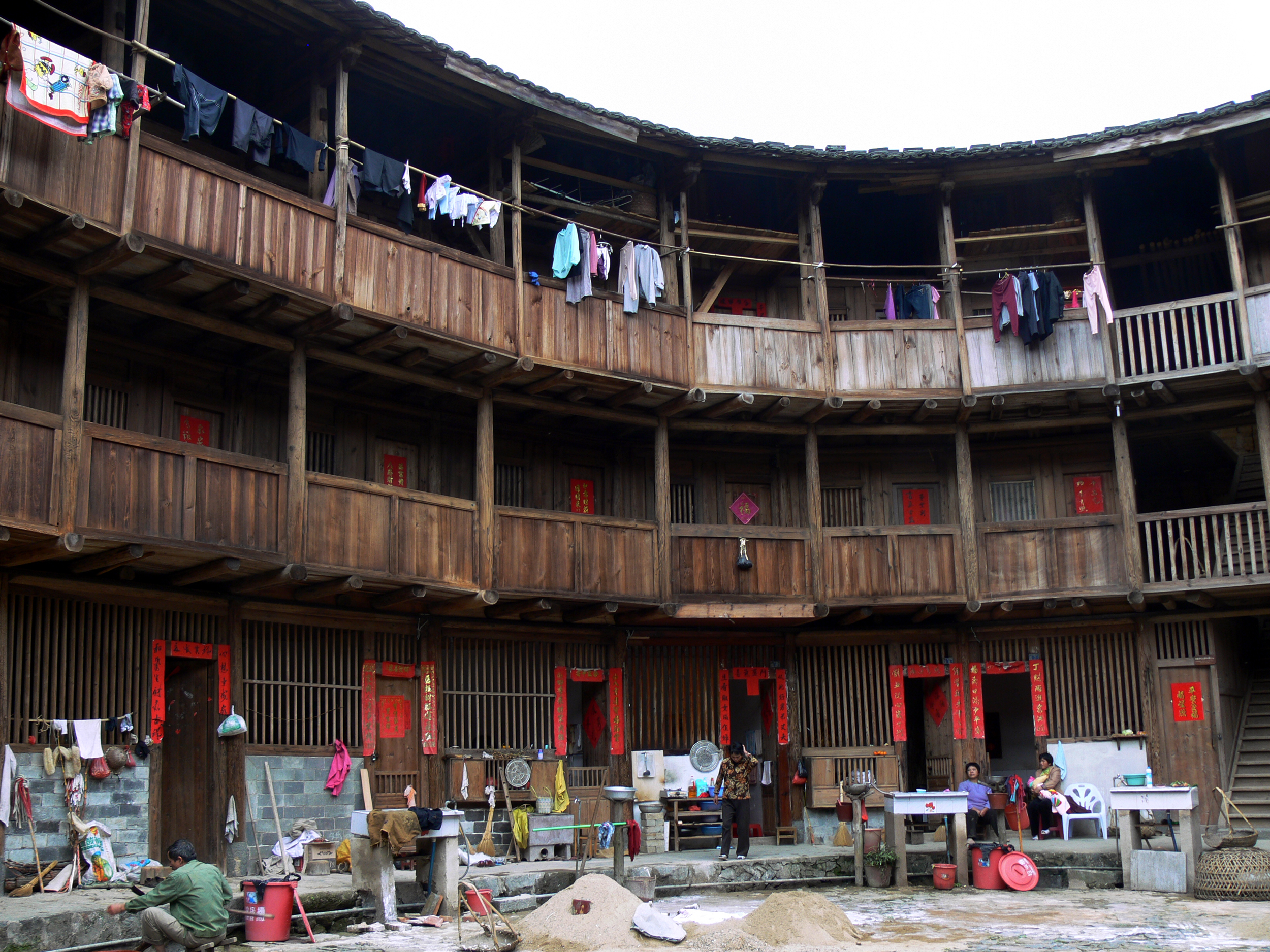
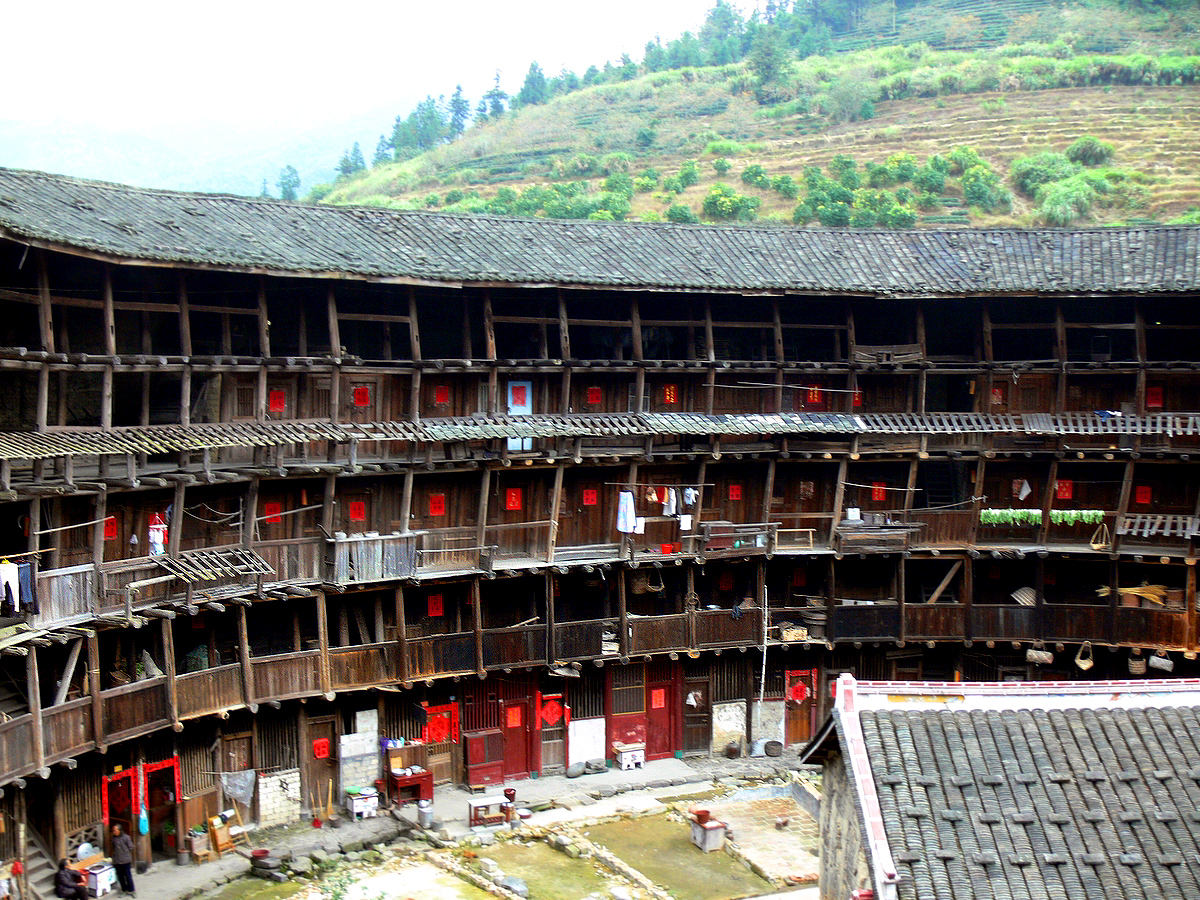
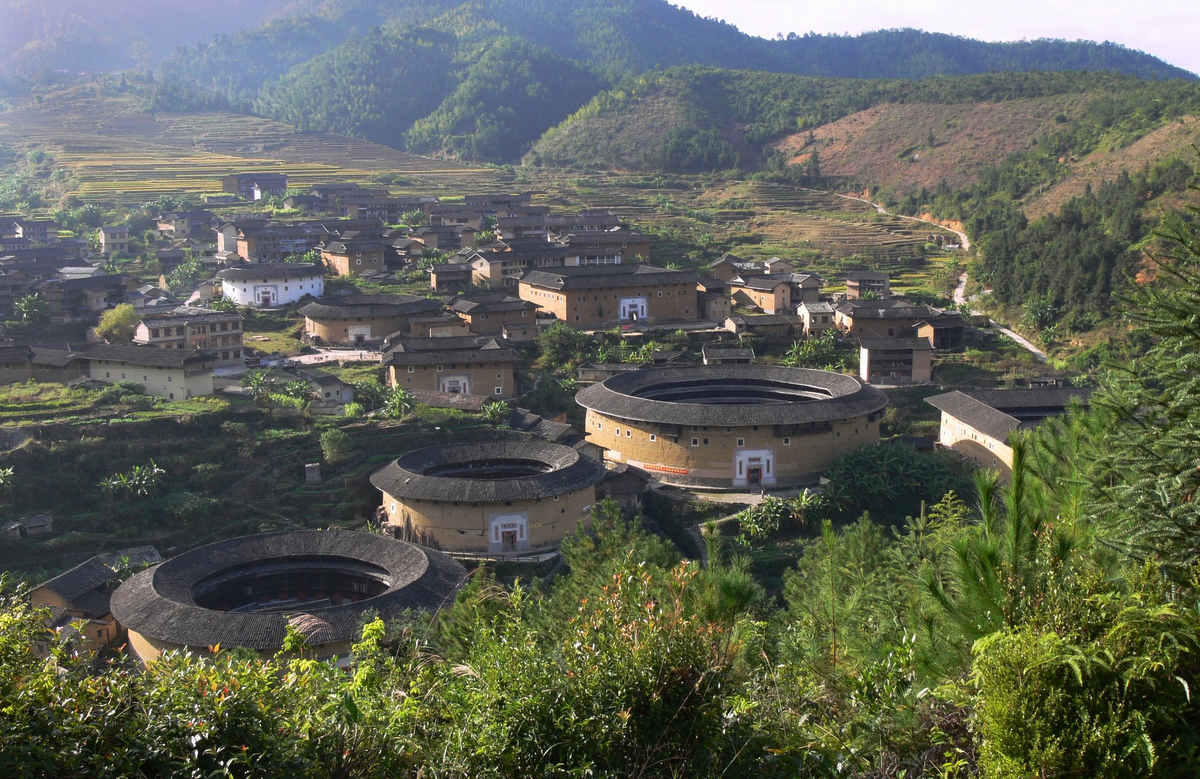